# James Blunt/Auszeichnungen für Musikverkäufe

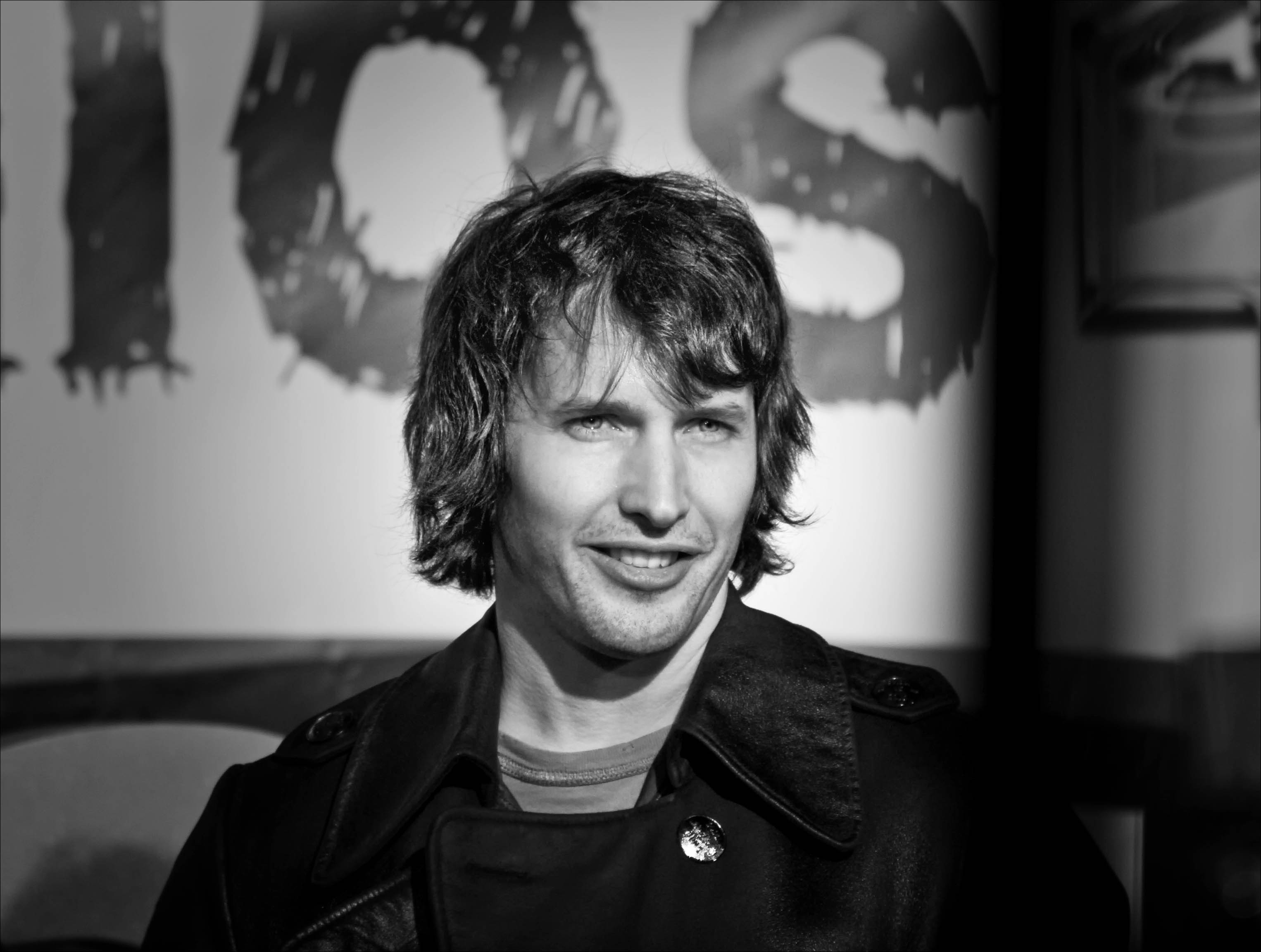
James Blunt

Dies ist eine Übersicht über die Auszeichnungen für Musikverkäufe des britischen Pop-Sängers James Blunt. Den Quellenangaben zufolge verkaufte er bisher mehr als 37 Millionen Tonträger. Die Auszeichnungen finden sich nach ihrer Art (Gold, Platin usw.), nach Staaten getrennt in chronologischer Reihenfolge, geordnet sowie nach den Tonträgern selbst, ebenfalls in chronologischer Reihenfolge, getrennt nach Medium (Alben, Singles usw.), wieder.

## Auszeichnungen
| - Vereinigtes Königreich - 2021: für die Single OK - 2021: für die Single Carry You Home - 2021: für die Single High - 2023: für die Single Monsters - Australien - 2014: für die Single Heart to Heart - 2015: für das Album I’ll Take Everything: The Platinum Collection - Belgien - 2005: für die Single You’re Beautiful - 2006: für die Single Goodbye My Lover - 2007: für das Videoalbum Chasing Time: The Bedlam Sessions - 2007: für die Single 1973 - 2010: für das Album Some Kind of Trouble - Dänemark - 2006: für die Single Wisemen - 2008: für die Single Carry You Home - 2014: für das Streaming You’re Beautiful - 2023: für die Single Bonfire Heart - 2025: für die Single OK - Deutschland - 2007: für die Single 1973 - 2011: für die Single Stay the Night - 2017: für die Single Heart to Heart - 2021: für die Single Melody - 2024: für die Single Goodbye My Lover - Finnland - 2005: für das Album Back to Bedlam - Frankreich - 2007: für das Album Chasing Time: The Bedlam Sessions - Griechenland - 2008: für das Album All the Lost Souls - Irland - 2010: für das Album Some Kind of Trouble - Italien - 2011: für das Album Some Kind of Trouble - 2011: für die Single Stay the Night - 2014: für das Album Moon Landing - 2014: für die Single Postcards - 2018: für das Album Back to Bedlam - 2019: für die Single 1973 - 2020: für das Album All the Lost Souls - 2021: für die Single Carry You Home - Japan - 2014: für die Single You’re Beautiful (Mobile Downloads) - 2007: für das Album All the Lost Souls - Kanada - 2010: für das Album Some Kind of Trouble - 2013: für das Album Moon Landing - 2014: für die Single Bonfire Heart - Mexiko - 2005: für das Album Back to Bedlam - 2015: für die Single You’re Beautiful - Neuseeland - 2011: für die Single Stay the Night - 2014: für das Album Moon Landing - Niederlande - 2007: für das Album All the Lost Souls - 2011: für das Album Some Kind of Trouble - Österreich - 2009: für die Single It Is My Song - 2010: für das Album Some Kind of Trouble - 2014: für die Single Bonfire Heart - 2014: für die Single You’re Beautiful - 2014: für die Single 1973 - Polen - 2009: für das Album All the Lost Souls - 2010: für das Album Some Kind of Trouble - 2016: für das Album Moon Landing - Portugal - 2006: für das Videoalbum Chasing Time: The Bedlam Sessions - 2007: für das Album All the Lost Souls - 2010: für das Album Some Kind of Trouble - 2022: für die Single OK - Schweden - 2006: für die Single Goodbye My Lover - 2006: für das Videoalbum Chasing Time: The Bedlam Sessions - 2007: für das Album All the Lost Souls - Schweiz - 2006: für das Videoalbum Chasing Time: The Bedlam Sessions - 2006: für die Single You’re Beautiful - 2012: für die Single It Is My Song - 2013: für die Single Goodbye My Lover - Spanien - 2024: für die Single Bonfire Heart - 2024: für die Single Goodbye My Lover - Vereinigte Staaten - 2006: für die Single Goodbye My Lover - 2007: für das Album All the Lost Souls - Vereinigtes Königreich - 2020: für das Album Once Upon a Mind - 2020: für die Single Bridge over Troubled Water - 2022: für die Single Wisemen - 2023: für das Album The Stars Beneath My Feet (2004–2021) - 2024: für das Album The Afterlove | - Argentinien - 2006: für das Videoalbum Chasing Time: The Bedlam Sessions - 2007: für das Album All the Lost Souls - Australien - 2006: für die Single You’re Beautiful - 2006: für die Single Goodbye My Lover - 2007: für das Album All the Lost Souls - 2010: für das Album Some Kind of Trouble - 2011: für die Single Stay the Night - 2013: für das Album Moon Landing - Belgien - 2007: für das Album All the Lost Souls - 2017: für die Single OK - 2018: für die Single Melody - Dänemark - 2006: für die Single Goodbye My Lover - 2006: für das Videoalbum Chasing Time: The Bedlam Sessions - 2008: für die Single 1973 - 2008: für das Album All the Lost Souls - Deutschland - 2006: für die Single You’re Beautiful - 2007: für das Videoalbum Chasing Time: The Bedlam Sessions - 2011: für das Album Some Kind of Trouble - 2014: für die Single Bonfire Heart - Europa - 2014: für das Album Some Kind of Trouble - Frankreich - 2014: für das Album Moon Landing - 2017: für die Single OK - Italien - 2005: für das Album Back to Bedlam - 2013: für die Single Bonfire Heart - 2014: für die Single Heart to Heart - 2019: für die Single Melody - 2024: für die Single Goodbye My Lover - Japan - 2006: für das Album Back to Bedlam - 2014: für die Single You’re Beautiful (Digital) - Kanada - 2007: für den Ringtone You’re Beautiful - 2021: für die Single OK - Neuseeland - 2007: für das Album All the Lost Souls - 2011: für das Album Some Kind of Trouble - 2015: für die Single Bonfire Heart - 2020: für das Album I’ll Take Everything: The Platinum Collection - 2022: für die Single Goodbye My Lover - Niederlande - 2006: für das Album Back to Bedlam - Österreich - 2007: für das Album All the Lost Souls - 2014: für das Album Moon Landing - Polen - 2024: für die Single Beside You - Schweden - 2005: für die Single You’re Beautiful - 2014: für die Single Bonfire Heart - Schweiz - 2010: für das Album Some Kind of Trouble - 2014: für die Single Bonfire Heart - 2014: für das Album Moon Landing - Spanien - 2005: für das Album Back to Bedlam - 2017: für die Single OK - 2024: für die Single 1973 - Ungarn - 2014: für das Album Moon Landing - Vereinigte Staaten - 2009: für den Mastertone You’re Beautiful - Vereinigtes Königreich - 2013: für die Single Everybody Hurts - 2014: für das Album Some Kind of Trouble - 2014: für das Album Moon Landing - 2018: für die Single Bonfire Heart - 2020: für die Single Goodbye My Lover - 2022: für die Single 1973 - Deutschland - 2015: für das Album Moon Landing | - Argentinien - 2005: für das Album Back to Bedlam - Dänemark - 2023: für die Single You’re Beautiful - Deutschland - 2019: für die Single OK - Europa - 2008: für das Album All the Lost Souls - Frankreich - 2011: für das Album Some Kind of Trouble - Griechenland - 2006: für das Album Back to Bedlam - Italien - 2019: für die Single You’re Beautiful - Japan - 2007: für den Ringtone You’re Beautiful - Kanada - 2006: für die Single You’re Beautiful - 2008: für das Album All the Lost Souls - Neuseeland - 2006: für das Videoalbum Chasing Time: The Bedlam Sessions - 2021: für die Single You’re Beautiful - Österreich - 2014: für das Album Back to Bedlam - 2021: für die Single OK - Polen - 2021: für die Single OK - Portugal - 2006: für das Album Back to Bedlam - Schweden - 2006: für das Album Back to Bedlam - Schweiz - 2017: für die Single OK - Spanien - 2025: für die Single You’re Beautiful - Vereinigtes Königreich - 2013: für das Videoalbum Chasing Time: The Bedlam Sessions - Deutschland - 2019: für das Album All the Lost Souls - Australien - 2015: für die Single Bonfire Heart - Belgien - 2008: für das Album Back to Bedlam - Irland - 2007: für das Album All the Lost Souls - Italien - 2018: für die Single OK - Schweiz - 2008: für das Album All the Lost Souls - Vereinigte Staaten - 2016: für das Album Back to Bedlam - Vereinigtes Königreich - 2022: für das Album All the Lost Souls - 2024: für die Single You’re Beautiful - Vereinigte Staaten - 2019: für die Single You’re Beautiful - Deutschland - 2013: für das Album Back to Bedlam - Australien - 2007: für das Videoalbum Chasing Time - The Bedlam Sessions - Schweiz - 2006: für das Album Back to Bedlam - Dänemark - 2017: für das Album Back to Bedlam - Europa - 2007: für das Album Back to Bedlam - Kanada - 2006: für das Album Back to Bedlam - Neuseeland - 2007: für das Album Back to Bedlam - Australien - 2010: für das Album Back to Bedlam - Vereinigtes Königreich - 2014: für das Album Back to Bedlam - Irland - 2006: für das Album Back to Bedlam - Frankreich - 2006: für das Album Back to Bedlam - 2010: für das Album All the Lost Souls |

## Auszeichnungen nach Alben

### Back to Bedlam
| Land/Region                  | Auszeichnungen für Musikverkäufe (Land/Region, Auszeichnung, Verkäufe) | Verkäufe    |
| ---------------------------- | ---------------------------------------------------------------------- | ----------- |
| Argentinien (CAPIF)          | 2× Platin                                                              | 80.000      |
| Australien (ARIA)            | 9× Platin                                                              | 670.000     |
| Belgien (BRMA)               | 3× Platin                                                              | 150.000     |
| Dänemark (IFPI)              | 6× Platin                                                              | 120.000     |
| Deutschland (BVMI)           | 9× Gold                                                                | 900.000     |
| Europa (IFPI)                | 6× Platin                                                              | (6.000.000) |
| Finnland (IFPI)              | Gold                                                                   | 13.158      |
| Frankreich (SNEP)            | Diamant                                                                | 750.000     |
| Griechenland (IFPI)          | 2× Platin                                                              | 40.000      |
| Irland (IRMA)                | 14× Platin                                                             | 210.000     |
| Italien (FIMI)               | Platin (2005) · + Gold (2018)                                          | 125.000     |
| Japan (RIAJ)                 | Platin                                                                 | 250.000     |
| Kanada (MC)                  | 6× Platin                                                              | 600.000     |
| Mexiko (AMPROFON)            | Gold                                                                   | 50.000      |
| Neuseeland (RMNZ)            | 7× Platin                                                              | 105.000     |
| Niederlande (NVPI)           | Platin                                                                 | 70.000      |
| Österreich (IFPI)            | 2× Platin                                                              | 60.000      |
| Portugal (AFP)               | 2× Platin                                                              | 40.000      |
| Schweden (IFPI)              | 2× Platin                                                              | 120.000     |
| Schweiz (IFPI)               | 5× Platin                                                              | 200.000     |
| Spanien (Promusicae)         | Platin                                                                 | 100.000     |
| Vereinigte Staaten (RIAA)    | 3× Platin                                                              | 3.000.000   |
| Vereinigtes Königreich (BPI) | 11× Platin                                                             | 3.400.000   |
| Insgesamt                    | 4× Gold · 88× Platin · 1× Diamant ·                                    | 10.903.000  |

### Chasing Time: The Bedlam Sessions
| Land/Region                  | Auszeichnungen für Musikverkäufe (Land/Region, Auszeichnung, Verkäufe) | Verkäufe |
| ---------------------------- | ---------------------------------------------------------------------- | -------- |
| Belgien (BRMA)               | Gold                                                                   | 25.000   |
| Deutschland (BVMI)           | Platin                                                                 | 200.000  |
| Frankreich (SNEP)            | Gold                                                                   | 75.000   |
| Schweden (IFPI)              | Gold                                                                   | 20.000   |
| Schweiz (IFPI)               | Gold                                                                   | 15.000   |
| Vereinigtes Königreich (BPI) | 2× Platin                                                              | 600.000  |
| Insgesamt                    | 4× Gold · 3× Platin ·                                                  | 935.000  |

### All the Lost Souls
| Land/Region                  | Auszeichnungen für Musikverkäufe (Land/Region, Auszeichnung, Verkäufe) | Verkäufe    |
| ---------------------------- | ---------------------------------------------------------------------- | ----------- |
| Argentinien (CAPIF)          | Platin                                                                 | 40.000      |
| Australien (ARIA)            | Platin                                                                 | 70.000      |
| Belgien (BRMA)               | Platin                                                                 | 30.000      |
| Dänemark (IFPI)              | Platin                                                                 | 30.000      |
| Deutschland (BVMI)           | 5× Gold                                                                | 500.000     |
| Europa (IFPI)                | 2× Platin                                                              | (2.000.000) |
| Finnland (IFPI)              | —                                                                      | 12.492      |
| Frankreich (SNEP)            | Diamant                                                                | 750.000     |
| Griechenland (IFPI)          | Gold                                                                   | 7.500       |
| Irland (IRMA)                | 3× Platin                                                              | 45.000      |
| Italien (FIMI)               | Gold                                                                   | 25.000      |
| Japan (RIAJ)                 | Gold                                                                   | 100.000     |
| Kanada (MC)                  | 2× Platin                                                              | 200.000     |
| Neuseeland (RMNZ)            | Platin                                                                 | 15.000      |
| Niederlande (NVPI)           | Gold                                                                   | 35.000      |
| Österreich (IFPI)            | Platin                                                                 | 20.000      |
| Polen (ZPAV)                 | Gold                                                                   | 10.000      |
| Portugal (AFP)               | Gold                                                                   | 10.000      |
| Schweden (IFPI)              | Gold                                                                   | 20.000      |
| Schweiz (IFPI)               | 3× Platin                                                              | 90.000      |
| Vereinigte Staaten (RIAA)    | Gold                                                                   | 500.000     |
| Vereinigtes Königreich (BPI) | 3× Platin                                                              | 900.000     |
| Insgesamt                    | 9× Gold · 21× Platin · 1× Diamant ·                                    | 3.419.992   |

### Some Kind of Trouble
| Land/Region                  | Auszeichnungen für Musikverkäufe (Land/Region, Auszeichnung, Verkäufe) | Verkäufe  |
| ---------------------------- | ---------------------------------------------------------------------- | --------- |
| Australien (ARIA)            | Platin                                                                 | 70.000    |
| Belgien (BRMA)               | Gold                                                                   | (15.000)  |
| Deutschland (BVMI)           | Platin                                                                 | (200.000) |
| Europa (IFPI)                | Platin                                                                 | 1.000.000 |
| Frankreich (SNEP)            | 2× Platin                                                              | (200.000) |
| Irland (IRMA)                | Gold                                                                   | (7.500)   |
| Italien (FIMI)               | Gold                                                                   | (30.000)  |
| Neuseeland (RMNZ)            | Platin                                                                 | 15.000    |
| Niederlande (NVPI)           | Gold                                                                   | (25.000)  |
| Österreich (IFPI)            | Gold                                                                   | (10.000)  |
| Polen (ZPAV)                 | Gold                                                                   | (10.000)  |
| Portugal (AFP)               | Gold                                                                   | (10.000)  |
| Schweiz (IFPI)               | Platin                                                                 | (30.000)  |
| Vereinigtes Königreich (BPI) | Platin                                                                 | (300.000) |
| Insgesamt                    | 7× Gold · 8× Platin ·                                                  | 1.085.000 |

### Moon Landing
| Land/Region                  | Auszeichnungen für Musikverkäufe (Land/Region, Auszeichnung, Verkäufe) | Verkäufe |
| ---------------------------- | ---------------------------------------------------------------------- | -------- |
| Australien (ARIA)            | Platin                                                                 | 70.000   |
| Deutschland (BVMI)           | 3× Gold                                                                | 300.000  |
| Frankreich (SNEP)            | Platin                                                                 | 100.000  |
| Italien (FIMI)               | Gold                                                                   | 25.000   |
| Kanada (MC)                  | Gold                                                                   | 40.000   |
| Neuseeland (RMNZ)            | Gold                                                                   | 7.500    |
| Österreich (IFPI)            | Platin                                                                 | 15.000   |
| Polen (ZPAV)                 | Gold                                                                   | 10.000   |
| Schweiz (IFPI)               | Platin                                                                 | 30.000   |
| Ungarn (MAHASZ)              | Platin                                                                 | 6.000    |
| Vereinigtes Königreich (BPI) | Platin                                                                 | 387.000  |
| Insgesamt                    | 5× Gold · 7× Platin ·                                                  | 990.500  |

### I’ll Take Everything: The Platinum Collection
| Land/Region       | Auszeichnungen für Musikverkäufe (Land/Region, Auszeichnung, Verkäufe) | Verkäufe |
| ----------------- | ---------------------------------------------------------------------- | -------- |
| Australien (ARIA) | Gold                                                                   | 35.000   |
| Neuseeland (RMNZ) | Platin                                                                 | 15.000   |
| Insgesamt         | 1× Gold · 1× Platin ·                                                  | 50.000   |

### The Afterlove
| Land/Region                  | Auszeichnungen für Musikverkäufe (Land/Region, Auszeichnung, Verkäufe) | Verkäufe |
| ---------------------------- | ---------------------------------------------------------------------- | -------- |
| Vereinigtes Königreich (BPI) | Gold                                                                   | 100.000  |
| Insgesamt                    | 1× Gold ·                                                              | 100.000  |

### Once Upon a Mind
| Land/Region                  | Auszeichnungen für Musikverkäufe (Land/Region, Auszeichnung, Verkäufe) | Verkäufe |
| ---------------------------- | ---------------------------------------------------------------------- | -------- |
| Vereinigtes Königreich (BPI) | Gold                                                                   | 100.000  |
| Insgesamt                    | 1× Gold ·                                                              | 100.000  |

### The Stars Beneath My Feet (2004–2021)
| Land/Region                  | Auszeichnungen für Musikverkäufe (Land/Region, Auszeichnung, Verkäufe) | Verkäufe |
| ---------------------------- | ---------------------------------------------------------------------- | -------- |
| Vereinigtes Königreich (BPI) | Gold                                                                   | 100.000  |
| Insgesamt                    | 1× Gold ·                                                              | 100.000  |

## Auszeichnungen nach Singles

### High
| Land/Region                  | Auszeichnungen für Musikverkäufe (Land/Region, Auszeichnung, Verkäufe) | Verkäufe |
| ---------------------------- | ---------------------------------------------------------------------- | -------- |
| Italien (FIMI)               | —                                                                      | 30.000   |
| Vereinigtes Königreich (BPI) | Silber                                                                 | 200.000  |
| Insgesamt                    | 1× Silber ·                                                            | 230.000  |

### Wisemen
| Land/Region                  | Auszeichnungen für Musikverkäufe (Land/Region, Auszeichnung, Verkäufe) | Verkäufe |
| ---------------------------- | ---------------------------------------------------------------------- | -------- |
| Dänemark (IFPI)              | Gold                                                                   | 4.000    |
| Vereinigtes Königreich (BPI) | Gold                                                                   | 400.000  |
| Insgesamt                    | 2× Gold ·                                                              | 404.000  |

### You’re Beautiful
| Land/Region                  | Auszeichnungen für Musikverkäufe (Land/Region, Auszeichnung, Verkäufe) | Verkäufe  |
| ---------------------------- | ---------------------------------------------------------------------- | --------- |
| Australien (ARIA)            | Platin                                                                 | 70.000    |
| Belgien (BRMA)               | Gold                                                                   | 25.000    |
| Dänemark (IFPI)              | 2× Platin                                                              | 180.000   |
| Deutschland (BVMI)           | Platin                                                                 | 300.000   |
| Italien (FIMI)               | 2× Platin                                                              | 100.000   |
| Japan (RIAJ)                 | Gold (Mobile Downloads) · + Platin (Digital) · + 2× Platin (Ringtone)  | 850.000   |
| Kanada (MC)                  | 2× Platin (Single) · + Platin (Ringtone)                               | 80.000    |
| Mexiko (AMPROFON)            | Gold                                                                   | 30.000    |
| Neuseeland (RMNZ)            | 2× Platin                                                              | 60.000    |
| Österreich (IFPI)            | Gold                                                                   | 15.000    |
| Schweden (IFPI)              | Platin                                                                 | 20.000    |
| Schweiz (IFPI)               | Gold                                                                   | 20.000    |
| Spanien (Promusicae)         | 2× Platin                                                              | 120.000   |
| Vereinigte Staaten (RIAA)    | 4× Platin (Single) · + Platin (Mastertone)                             | 3.000.000 |
| Vereinigtes Königreich (BPI) | 3× Platin                                                              | 1.800.000 |
| Insgesamt                    | 5× Gold · 25× Platin ·                                                 | 6.670.000 |

### Goodbye My Lover
| Land/Region                  | Auszeichnungen für Musikverkäufe (Land/Region, Auszeichnung, Verkäufe) | Verkäufe  |
| ---------------------------- | ---------------------------------------------------------------------- | --------- |
| Australien (ARIA)            | Platin                                                                 | 70.000    |
| Belgien (BRMA)               | Gold                                                                   | 25.000    |
| Dänemark (IFPI)              | Platin                                                                 | 8.000     |
| Deutschland (BVMI)           | Gold                                                                   | 300.000   |
| Italien (FIMI)               | Platin                                                                 | 100.000   |
| Neuseeland (RMNZ)            | Platin                                                                 | 30.000    |
| Schweden (IFPI)              | Gold                                                                   | 10.000    |
| Schweiz (IFPI)               | Gold                                                                   | 15.000    |
| Spanien (Promusicae)         | Gold                                                                   | 30.000    |
| Vereinigte Staaten (RIAA)    | Gold                                                                   | 500.000   |
| Vereinigtes Königreich (BPI) | Platin                                                                 | 710.000   |
| Insgesamt                    | 6× Gold · 5× Platin ·                                                  | 1.798.000 |

### 1973
| Land/Region                  | Auszeichnungen für Musikverkäufe (Land/Region, Auszeichnung, Verkäufe) | Verkäufe |
| ---------------------------- | ---------------------------------------------------------------------- | -------- |
| Belgien (BRMA)               | Gold                                                                   | 25.000   |
| Dänemark (IFPI)              | Platin                                                                 | 15.000   |
| Deutschland (BVMI)           | Gold                                                                   | 150.000  |
| Italien (FIMI)               | Gold                                                                   | 35.000   |
| Österreich (IFPI)            | Gold                                                                   | 15.000   |
| Spanien (Promusicae)         | Platin                                                                 | 60.000   |
| Vereinigtes Königreich (BPI) | Platin                                                                 | 600.000  |
| Insgesamt                    | 4× Gold · 3× Platin ·                                                  | 900.000  |

### Carry You Home
| Land/Region                  | Auszeichnungen für Musikverkäufe (Land/Region, Auszeichnung, Verkäufe) | Verkäufe |
| ---------------------------- | ---------------------------------------------------------------------- | -------- |
| Dänemark (IFPI)              | Gold                                                                   | 7.500    |
| Italien (FIMI)               | Gold                                                                   | 35.000   |
| Vereinigtes Königreich (BPI) | Silber                                                                 | 200.000  |
| Insgesamt                    | 1× Silber · 2× Gold ·                                                  | 242.500  |

### It Is My Song
| Land/Region       | Auszeichnungen für Musikverkäufe (Land/Region, Auszeichnung, Verkäufe) | Verkäufe |
| ----------------- | ---------------------------------------------------------------------- | -------- |
| Österreich (IFPI) | Gold                                                                   | 15.000   |
| Schweiz (IFPI)    | Gold                                                                   | 15.000   |
| Insgesamt         | 2× Gold ·                                                              | 30.000   |

### Everybody Hurts
| Land/Region                  | Auszeichnungen für Musikverkäufe (Land/Region, Auszeichnung, Verkäufe) | Verkäufe |
| ---------------------------- | ---------------------------------------------------------------------- | -------- |
| Vereinigtes Königreich (BPI) | Platin                                                                 | 600.000  |
| Insgesamt                    | 1× Platin ·                                                            | 600.000  |

### Stay the Night
| Land/Region        | Auszeichnungen für Musikverkäufe (Land/Region, Auszeichnung, Verkäufe) | Verkäufe |
| ------------------ | ---------------------------------------------------------------------- | -------- |
| Australien (ARIA)  | Platin                                                                 | 70.000   |
| Deutschland (BVMI) | Gold                                                                   | 150.000  |
| Italien (FIMI)     | Gold                                                                   | 15.000   |
| Neuseeland (RMNZ)  | Gold                                                                   | 7.500    |
| Insgesamt          | 3× Gold · 1× Platin ·                                                  | 242.500  |

### Bonfire Heart
| Land/Region                  | Auszeichnungen für Musikverkäufe (Land/Region, Auszeichnung, Verkäufe) | Verkäufe  |
| ---------------------------- | ---------------------------------------------------------------------- | --------- |
| Australien (ARIA)            | 3× Platin                                                              | 210.000   |
| Dänemark (IFPI)              | Gold                                                                   | 45.000    |
| Deutschland (BVMI)           | Platin                                                                 | 300.000   |
| Italien (FIMI)               | Platin                                                                 | 30.000    |
| Kanada (MC)                  | Gold                                                                   | 40.000    |
| Neuseeland (RMNZ)            | Platin                                                                 | 15.000    |
| Österreich (IFPI)            | Gold                                                                   | 15.000    |
| Schweden (IFPI)              | Platin                                                                 | 40.000    |
| Schweiz (IFPI)               | Platin                                                                 | 30.000    |
| Spanien (Promusicae)         | Gold                                                                   | 30.000    |
| Vereinigtes Königreich (BPI) | Platin                                                                 | 777.000   |
| Insgesamt                    | 4× Gold · 9× Platin ·                                                  | 1.541.000 |

### Heart to Heart
| Land/Region        | Auszeichnungen für Musikverkäufe (Land/Region, Auszeichnung, Verkäufe) | Verkäufe |
| ------------------ | ---------------------------------------------------------------------- | -------- |
| Australien (ARIA)  | Gold                                                                   | 35.000   |
| Deutschland (BVMI) | Gold                                                                   | 150.000  |
| Italien (FIMI)     | Platin                                                                 | 30.000   |
| Insgesamt          | 2× Gold · 1× Platin ·                                                  | 215.000  |

### Postcards
| Land/Region    | Auszeichnungen für Musikverkäufe (Land/Region, Auszeichnung, Verkäufe) | Verkäufe |
| -------------- | ---------------------------------------------------------------------- | -------- |
| Italien (FIMI) | Gold                                                                   | 15.000   |
| Insgesamt      | 1× Gold ·                                                              | 15.000   |

### OK
| Land/Region                  | Auszeichnungen für Musikverkäufe (Land/Region, Auszeichnung, Verkäufe) | Verkäufe  |
| ---------------------------- | ---------------------------------------------------------------------- | --------- |
| Belgien (BRMA)               | Platin                                                                 | 30.000    |
| Dänemark (IFPI)              | Gold                                                                   | 45.000    |
| Deutschland (BVMI)           | 2× Platin                                                              | 800.000   |
| Frankreich (SNEP)            | Platin                                                                 | 133.333   |
| Italien (FIMI)               | 3× Platin                                                              | 150.000   |
| Kanada (MC)                  | Platin                                                                 | 80.000    |
| Österreich (IFPI)            | 2× Platin                                                              | 60.000    |
| Polen (ZPAV)                 | 2× Platin                                                              | 100.000   |
| Portugal (AFP)               | Gold                                                                   | 5.000     |
| Schweiz (IFPI)               | 2× Platin                                                              | 40.000    |
| Spanien (Promusicae)         | Platin                                                                 | 40.000    |
| Vereinigtes Königreich (BPI) | Silber                                                                 | 200.000   |
| Insgesamt                    | 1× Silber · 2× Gold · 15× Platin ·                                     | 1.683.333 |

### Bridge over Troubled Water
| Land/Region                  | Auszeichnungen für Musikverkäufe (Land/Region, Auszeichnung, Verkäufe) | Verkäufe |
| ---------------------------- | ---------------------------------------------------------------------- | -------- |
| Vereinigtes Königreich (BPI) | Gold                                                                   | 400.000  |
| Insgesamt                    | 1× Gold ·                                                              | 400.000  |

### Melody
| Land/Region        | Auszeichnungen für Musikverkäufe (Land/Region, Auszeichnung, Verkäufe) | Verkäufe |
| ------------------ | ---------------------------------------------------------------------- | -------- |
| Belgien (BRMA)     | Platin                                                                 | 20.000   |
| Deutschland (BVMI) | Gold                                                                   | 200.000  |
| Italien (FIMI)     | Platin                                                                 | 50.000   |
| Insgesamt          | 1× Gold · 2× Platin ·                                                  | 270.000  |

### Monsters
| Land/Region                  | Auszeichnungen für Musikverkäufe (Land/Region, Auszeichnung, Verkäufe) | Verkäufe |
| ---------------------------- | ---------------------------------------------------------------------- | -------- |
| Vereinigtes Königreich (BPI) | Silber                                                                 | 200.000  |
| Insgesamt                    | 1× Silber ·                                                            | 200.000  |

### Beside You
| Land/Region  | Auszeichnungen für Musikverkäufe (Land/Region, Auszeichnung, Verkäufe) | Verkäufe |
| ------------ | ---------------------------------------------------------------------- | -------- |
| Polen (ZPAV) | Platin                                                                 | 50.000   |
| Insgesamt    | 1× Platin ·                                                            | 50.000   |

## Auszeichnungen nach Musikstreamings

### You’re Beautiful
| Land/Region     | Auszeichnungen für Musikverkäufe (Land/Region, Auszeichnung, Verkäufe) | Verkäufe  |
| --------------- | ---------------------------------------------------------------------- | --------- |
| Dänemark (IFPI) | Gold                                                                   | 1.300.000 |
| Insgesamt       | 1× Gold ·                                                              | 1.300.000 |

## Auszeichnungen nach Videoalben

### Chasing Time: The Bedlam Sessions
| Land/Region                  | Auszeichnungen für Musikverkäufe (Land/Region, Auszeichnung, Verkäufe) | Verkäufe |
| ---------------------------- | ---------------------------------------------------------------------- | -------- |
| Argentinien (CAPIF)          | Platin                                                                 | 8.000    |
| Australien (ARIA)            | 5× Platin                                                              | 75.000   |
| Belgien (BRMA)               | Gold                                                                   | 25.000   |
| Dänemark (IFPI)              | Platin                                                                 | 40.000   |
| Deutschland (BVMI)           | Platin                                                                 | 50.000   |
| Neuseeland (RMNZ)            | 2× Platin                                                              | 10.000   |
| Portugal (AFP)               | Gold                                                                   | 4.000    |
| Schweden (IFPI)              | Gold                                                                   | 10.000   |
| Schweiz (IFPI)               | Gold                                                                   | 3.000    |
| Vereinigtes Königreich (BPI) | 2× Platin                                                              | 100.000  |
| Insgesamt                    | 4× Gold · 12× Platin ·                                                 | 325.000  |

## Statistik und Quellen
| Land/RegionAuszeichnungen für Musikverkäufe (Land/Region, Auszeichnungen, Verkäufe, Quellen) | Silber     | Gold       | Platin         | Diamant     | Verkäufe    | Quellen                                                     |
| -------------------------------------------------------------------------------------------- | ---------- | ---------- | -------------- | ----------- | ----------- | ----------------------------------------------------------- |
| Argentinien (CAPIF)                                                                          | —          | —          | 4× Platin4     | —           | 128.000     | capif.org.ar (Memento vom 31. Mai 2011 im Internet Archive) |
| Australien (ARIA)                                                                            | —          | 2× Gold2   | 23× Platin23   | —           | 1.445.000   | aria.com.au                                                 |
| Belgien (BRMA)                                                                               | —          | 5× Gold5   | 6× Platin6     | —           | 330.000     | ultratop.be                                                 |
| Dänemark (IFPI)                                                                              | —          | 5× Gold5   | 12× Platin12   | —           | 493.500     | ifpi.dk                                                     |
| Deutschland (BVMI)                                                                           | —          | 8× Gold8   | 13× Platin13   | —           | 4.500.000   | musikindustrie.de                                           |
| Europa (IFPI)                                                                                | —          | —          | 9× Platin9     | —           | (9.000.000) | ifpi.org (Memento vom 1. Januar 2014 im Internet Archive)   |
| Finnland (IFPI)                                                                              | —          | Gold1      | —              | —           | 25.650      | ifpi.fi                                                     |
| Frankreich (SNEP)                                                                            | —          | Gold1      | 4× Platin4     | 2× Diamant2 | 1.933.333   | infodisc.fr snepmusique.com                                 |
| Griechenland (IFPI)                                                                          | —          | Gold1      | 2× Platin2     | —           | 47.500      | Einzelnachweise                                             |
| Irland (IRMA)                                                                                | —          | Gold1      | 17× Platin17   | —           | 262.500     | irishcharts.ie                                              |
| Italien (FIMI)                                                                               | —          | 8× Gold8   | 10× Platin10   | —           | 795.000     | fimi.it                                                     |
| Japan (RIAJ)                                                                                 | —          | 2× Gold2   | 4× Platin4     | —           | 1.250.000   | riaj.or.jp JP2                                              |
| Kanada (MC)                                                                                  | —          | 3× Gold3   | 12× Platin12   | —           | 1.080.000   | musiccanada.com                                             |
| Mexiko (AMPROFON)                                                                            | —          | 2× Gold2   | —              | —           | 3.670.000   | amprofon.com.mx                                             |
| Neuseeland (RMNZ)                                                                            | —          | 2× Gold2   | 16× Platin16   | —           | 290.000     | aotearoamusiccharts.co.nz NZ2 NZ3                           |
| Niederlande (NVPI)                                                                           | —          | 2× Gold2   | Platin1        | —           | 130.000     | nvpi.nl                                                     |
| Österreich (IFPI)                                                                            | —          | 5× Gold5   | 6× Platin6     | —           | 215.000     | ifpi.at                                                     |
| Polen (ZPAV)                                                                                 | —          | 3× Gold3   | 3× Platin3     | —           | 180.000     | olis.pl                                                     |
| Portugal (AFP)                                                                               | —          | 4× Gold4   | 2× Platin2     | —           | 69.000      | Einzelnachweise                                             |
| Schweden (IFPI)                                                                              | —          | 3× Gold3   | 4× Platin4     | —           | 240.000     | sverigetopplistan.se                                        |
| Schweiz (IFPI)                                                                               | —          | 4× Gold4   | 13× Platin13   | —           | 488.000     | hitparade.ch                                                |
| Spanien (Promusicae)                                                                         | —          | 2× Gold2   | 5× Platin5     | —           | 380.000     | elportaldemusica.es promusicae.es                           |
| Ungarn (MAHASZ)                                                                              | —          | —          | Platin1        | —           | 6.000       | slagerlistak.hu                                             |
| Vereinigte Staaten (RIAA)                                                                    | —          | 2× Gold2   | 8× Platin8     | —           | 7.000.000   | riaa.com                                                    |
| Vereinigtes Königreich (BPI)                                                                 | 4× Silber4 | 5× Gold5   | 25× Platin25   | —           | 12.074.000  | bpi.co.uk                                                   |
| Insgesamt                                                                                    | 4× Silber4 | 71× Gold71 | 200× Platin200 | 2× Diamant2 |             |                                                             |